# Kamienica przy placu Dominikańskim 4 w Krakowie
Kamienica przy placu Dominikańskim 4 – zabytkowa kamienica znajdująca się w Krakowie, w dzielnicy I przy placu Dominikańskim, na Starym Mieście. Stanowi zamknięcie kompozycyjne ulicy Stolarskiej od strony południowej.

## Historia kamienicy
Kamienica została wzniesiona w XIV wieku. Jej pierwszym właścicielem był Staszko Kroberski, notowany w źródłach w 1393. W latach 50. XVI wieku należała do Jana Bonera, który w 1560 sprzedał ją miastu. W 1775 powróciła w ręce prywatne, stając się własnością Franciszka Grelińskiego. Budynek spłonął podczas wielkiego pożaru Krakowa w 1850. Odbudowany został w latach 1850–1852 przez Antoniego Marfiewicza. W trakcie prac poszerzono go w kierunku wschodnim o działkę po również zniszczonym w pożarze jednym z domów dominikanów. Różnica linii zabudowy obu działek wymusiła powstanie charakterystycznej, dwukrotnie złamanej o 90 stopni, fasady.
12 grudnia 1997 kamienica została wpisana do rejestru zabytków. Znajduje się także w gminnej ewidencji zabytków.